# Sunbeam 3 Litre
Sunbeam 3 Litre – samochód osobowy produkowany przez brytyjską firmę Sunbeam od roku 1925.

## Dane techniczne

### Silnik
- R6 2,9 l (2920 cm³)[1]
- Moc maksymalna: 21 KM (16 kW)[1]

### Osiągi
- Prędkość maksymalna: 242 km/h[1]